# 布兰卡契小堂

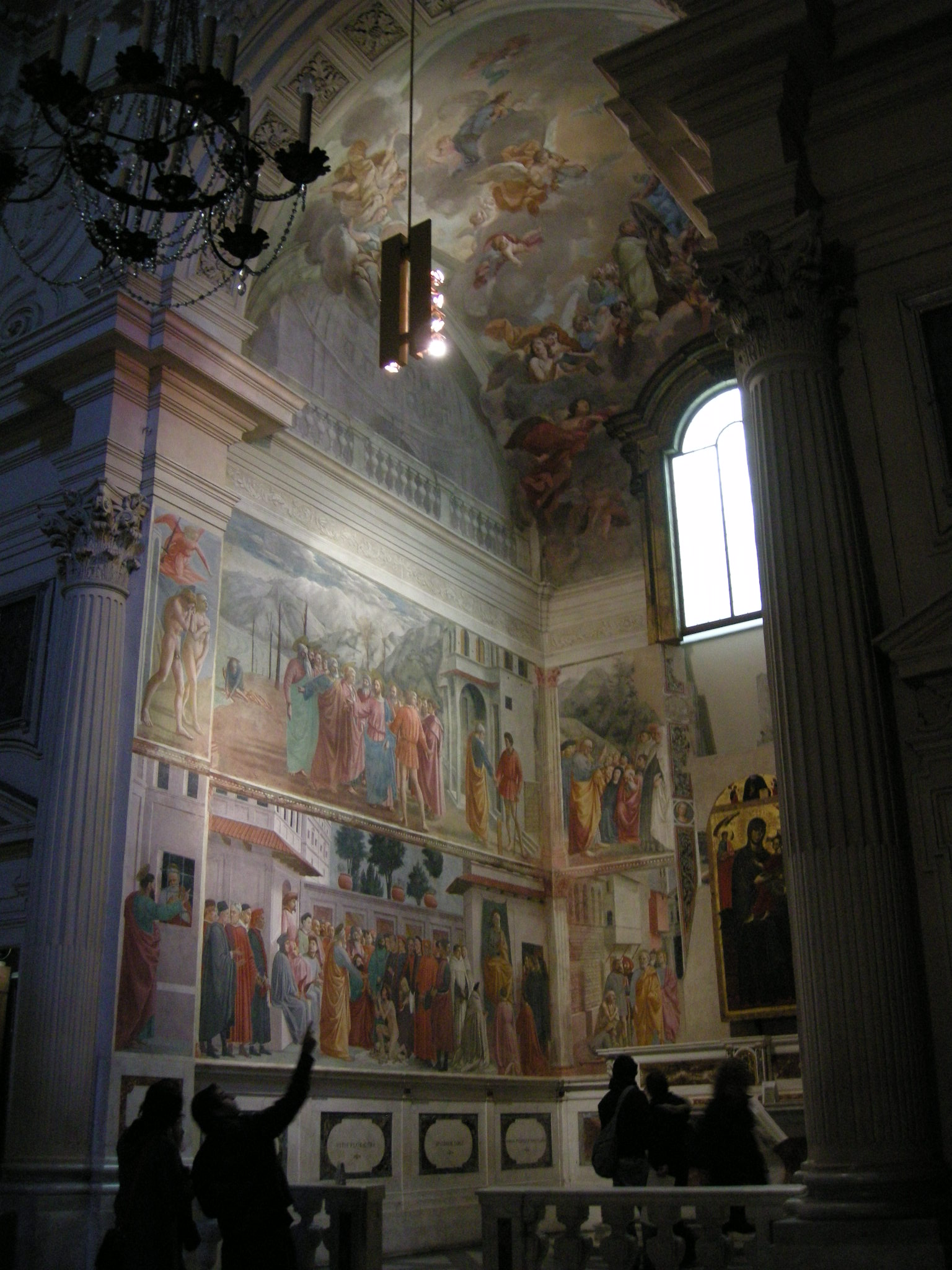
布兰卡契小堂

布兰卡契小堂（意大利语：Capella dei Brancacci）是圣母圣衣圣殿内的一座天主教小堂，由于其绘画时代有时被称为“文艺复兴初期的西斯廷小堂”。布兰卡契小堂的设计者是彼得·布兰卡奇，始建于1386年。公众进入需要通过邻近的修道院（由伯鲁乃列斯基设计）。小堂和大殿分别单独向外开放，因此有不同的开放时间，要从小堂进入大殿其余部分参观非常困难。 
图案装饰的赞助人是菲利斯·布兰卡奇，彼得的后裔，曾担任佛罗伦萨驻开罗使节到1423年。当他回到佛罗伦萨，他雇用马索利诺（Masolino da Panicale）画他的小堂。马索利诺的助手，21岁的马萨乔，比马索利诺年轻18岁，协助他，但在马索利诺离开前往匈牙利担任国王的画师期间，于是由马萨乔负责小堂的建造。这时马索利诺回来，向他的优秀学生学习。然而，马萨乔在完成小堂之前被召往罗马，27岁时在罗马去世。后来由菲利皮诺·利皮完成小堂的其余部分。不幸的，在巴洛克时期，一些绘画作品被看作是不合时宜，在前面安置了一个坟墓。

## 壁画布局
左侧墙壁
左侧墙壁，上部
II. 逐出伊甸园 (马萨乔), V. 纳税银(马萨乔), IX. 圣伯多禄讲道 (马索利诺)
左侧墙壁，下部
XIII.圣保禄拜访监狱中的圣伯多禄 (菲利皮诺·利皮), XV. 提阿非罗的儿子复活和圣伯多禄登宝座 (马萨乔、菲利皮诺·利皮), XI. 圣伯多禄用影子治愈病人 (马萨乔)
右侧墙壁
右侧墙壁，上部
X. 新信徒的洗礼(马萨乔), VI. 治愈跛子与大比大复活 (马索利诺), I=原罪 (马索利诺)
右侧墙壁，下部
XII. 信徒凡物公用与阿纳尼雅之死（马萨乔），XVI.与术士西门的争执和圣伯多禄倒钉十字架 (菲利皮诺·利皮), XIV. 圣伯多禄从监牢得自由 (菲利皮诺·利皮)